# Стейнберг, Дэвид
Дэвид Стейнберг (англ. David I. Steinberg; 1928 — 5 декабря 2024, Бетесда, Мэриленд) — американский историк и сотрудник дипломатической службы США. С 2023 года он имеет звание заслуженного профессора азиатских исследований Джорджтаунского университета. Дэвид Стейнберг специализировался на Мьянме, Корейском полуострове, Юго-Восточной Азии и политике США в Азии. 
Стейнберг был плодовитым автором, на его счету 14 книг, более 150 статей и глав книг, а также около 300 публицистических статей. Он получил учёные степени в Дартмутском колледже, Университете Лингнана, Гарвардском университете и Школе востоковедения и африканистики Лондонского университета.
Будучи членом Высшей дипломатической службы Агентства США по международному развитию (USAID) в составе Государственного департамента, Стейнберг занимал должность директора по технической помощи в Азии и на Ближнем Востоке. Он также занимал должность директора по делам Филиппин, Таиланда и Бирмы. За время работы в USAID он провёл три года в Таиланде в Региональном офисе развития. До своего назначения в Джорджтаунский университет он занимал должности представителя Азиатского фонда в Корее, Гонконге, Бирме и Вашингтоне, округ Колумбия. Кроме того, он занимал должность почётного профессора корееведения в Джорджтаунском университете и президента Мэнсфилдского центра по тихоокеанским вопросам.
Стейнберг умер 5 декабря 2024 года в своём доме в Бетесде, штат Мэриленд, в возрасте 96 лет.

## Книги
- Burma/Myanmar: What Everyone Needs to Know. New York: Oxford University Press, 2010.
- Turmoil in Burma; Contested Legitimacies in Myanmar. New York: Eastbridge, 2006.
- Stone Mirror. Reflections on Contemporary Korea. New York: Eastbridge, 2002.
- Burma: The State of Myanmar. Washington, D.C.: Georgetown University, 2001.
- The Future of Burma. Crisis and Choice in Myanmar. Asia Agenda Report #14. New York: The Asia Society & University Press of America, 1990.
- Crisis in Burma: Stasis and Change in a Policial Economy in Turmoil. Bangkok: Chulalongkorn University, 1989.
- The Republic of Korea. Economic Transformation and Social Change. Boulder: Westview Press, 1989.
- On Foreign Aid and the Development of the Republic of Korea, The Effectiveness of Concessional Assistance. Washington, D.C.: The World Bank, 1985.
- Irrigation and AID's Experience: A Consideration Based on Evaluations. Washington, D.C.: A.I.D. Program Evaluation Report #8, 1983.
- Burma. A Socialist Nation of Southeast Asia. Boulder: Westview Press, 1982.
- The Economic Development of Korea: Sui Generis or Generic?. Washington, D.C.: A.I.D. Special Study #6, 1982.
- Burma's Road Toward Development: Growth and Ideology Under Military Rule. Boulder: Westview Press, 1981.
- Korea: Nexus of East Asia. An Inquiry into Contemporary Korea in Historical Perspective. New York: American-Asian Educational Exchange, 1968.
- In This Earth and In That Wind: This is Korea. Seoul: Royal Asiatic Society, Korea Branch, 1967